# Gornja Pakaštica
Pakashticë e Epërme en albanais et Gornja Pakaštica en serbe latin (en serbe cyrillique : Горња Пакаштица) est une localité du Kosovo située dans la commune/municipalité de Podujevë/Podujevo, district de Pristina (Kosovo) ou district de Kosovo (Serbie). Selon le recensement kosovar de 2011, elle compte 732 habitants, tous Albanais.

## Démographie

### Évolution historique de la population dans la localité
| 1948 | 1953 | 1961 | 1971 | 1981 | 1991 | 2011 |
| ---- | ---- | ---- | ---- | ---- | ---- | ---- |
| 573  | 674  | 727  | 701  | 882  | 985  | 732  |

|  |